# Ove Frederiksen
Ove Kamphøwener Frederiksen (* 22. August 1884 in Køge; † 24. Mai 1966 in Hellerup) war ein dänischer Tennisspieler.

## Leben
Frederiksen nahm 1912 am Tenniswettbewerb der Olympischen Sommerspiele in Stockholm teil. Im Rasen-Einzel unterlag er zum Auftakt dem Deutschen Otto von Müller. Im Doppel trat Frederiksen an der Seite von Peter Frigast an und abermals verlor er gegen die deutsche Paarung aus Luis Heyden und Robert Spies. Beide Matches konnten aber ausgeglichen gestaltet werden.
Als einer der ersten Dänen spielte Frederiksen 1910 bei den Wimbledon Championships. Im Einzel gewann er sein erstes Match und verlor im Anschluss gegen Theodore Mavrogordato; im Doppel verlor er mit Jørgen Arenholt zum Auftakt. 1915 und 1916 war er dänischer Meister, 1910 sowie von 1920 bis 1922 gewann er auch im Doppel den Titel.
Frederiksen hatte Recht studiert und war von Beruf Anwalt. Von 1919 bis 1954 war er Vorsitzender des Kjøbenhavns Boldklub. 1944 wurde er zum Ehrenmitglied, 1954 zum Ehrenvorsitzenden erhoben. 1938 wurde ihm der Dannebrogorden verliehen.